# Friedrich Sieber (Volkskundler)
Friedrich Sieber (* 13. August 1893 in Friedersdorf (Spree); † 21. März 1973 in Eberswalde) war ein deutscher Pädagoge und Volkskundler.

## Leben und Wirken
Er studierte Germanistik und neuere Sprachen und widmete sich der sprachlichen Volksüberlieferung. Insbesondere dem Sagenschatz seiner engeren Heimat (zu dem auch die westslawischen Stämme der Wenden und Sorben zählen), den er sammelte und in mehreren Ausgaben herausgab, blieb er sehr verbunden. Er war zunächst Studienrat in Löbau und nach dem Zweiten Weltkrieg leitete er das Institut für deutsche Volkskunde in Dresden (ab 1954 an die Deutsche Akademie der Wissenschaften zu Berlin angegliedert), wo er zur Montanethnographie, der Volkskunde des Bergbaus, forschte.

## Werke
- Wendische Sagen. In: Deutsche Volkheit. Nr. 4. Eugen Diederichs, Jena 1925.
- Sächsische Sagen. Von Wittenberg bis Leitmeritz. Mit 12 Tafeln und 53 Abbildungen im Text. In: Deutscher Sagenschatz. Eugen Diederichs, Jena 1926.
- Harzland-Sagen. In: Stammeskunde des Harzlandes / Deutscher Sagenschatz. Eugen Diederichs, Jena 1928.
- Arbeitsgemeinschaft von Lehrern im Bezirk Löbau i. Sa. (Hrsg.): Lausitzer Sagen. Geschichte und Geisterglauben. Ostsachsen-Druckerei, Löbau 1930.
- Natursagen der sächsischen Oberlausitz und ihrer Nachbargebiete. In: Das Buch der Oberlausitz. Band 3. Ostsachsen-Druckerei, Löbau 1931.
- Deutsche Schwänke – Ausgewählt und erzählt von Friedrich Sieber. Mit einem farbigen Bild und zahlreichen Zeichnungen. Mitteldeutscher Verlag, Halle/S. 1953.
- Bunte Möbel der Oberlausitz. In: Veröffentlichungen des Instituts für Deutsche Volkskunde. Band 6. Akademie-Verlag, Berlin 1955.
- mit Karl-Ewald Fritzsch: Bergmännische Trachten des 18. Jahrhunderts im Erzgebirge und im Mansfeldischen. In: Veröffentlichungen des Instituts für Deutsche Volkskunde. Band 12. Akademie-Verlag, Berlin 1957 (Inhalt: 1. Die Resolutionen von 1709 und die Generalschmelzadministration von 1710 als Regulative bergmännischen Lebens. 2. Bilder aus dem Leben des Bergvolkes. 3. Bergmännische Tracht in ihrem Eigenleben. 4. Die Aufzugstracht von 1719. 5. Die Paradetracht von 1768. 6. Stellungnahmen zur Tracht. […]).
- Aus dem Leben eines Bergsängers. Georg Kempfe, Freiberg/Sa. (um 1652–1728) (= Kleine Beiträge zur Volkskunstforschung. Nr. 6). Friedrich Hofmeister, Leipzig 1958.[1]
- Volk und volkstümliche Motivik im Festwerk des Barocks: dargestellt an Dresdner Bildquellen. mit 29 Abbildungen im Text und 112 Tafeln. In: Veröffentlichungen des Instituts für Deutsche Volkskunde. Akademie-Verlag, Berlin 1960.
- Zwei bergmännische Kampflieder aus dem ersten Viertel des 18. Jahrhunderts. (= Kleine Beiträge zur Volkskunstforschung. Nr. 4). Friedrich Hofmeister, Leipzig 1956.
- Unter Mitarbeit von Siegfried Kube: Deutsch-westslawische Beziehungen in Frühlingsbräuchen – Todaustragen und Umgang mit dem „Sommer“ (= Veröffentlichungen des Instituts für Deutsche Volkskunde. Nr. 45). Akademie-Verlag, Berlin 1968.